# 山田屋三四郎
山田屋 三四郎（やまだや さんしろう、生没年不詳）は江戸時代の江戸の地本問屋。

## 来歴
山林堂と号す。中野氏。元禄から文化期に江戸の芝神明表御門前利助店で営業している。勝川春扇を売り出した版元として知られる。また喜多川歌麿、勝川春潮、歌川豊広、歌川豊国らの錦絵を出版している。

## 作品
- 喜多川歌麿 『青楼遊君合鏡』 大判 錦絵揃物 寛政9年（1797年）ころ
- 喜多川歌麿 『煤払い』 大判 錦絵5枚続 寛政末期
- 勝川春潮 『南駅』 柱絵 錦絵 寛政
- 歌川豊広、歌川豊国 『豊国豊広両画十二候』 大判3枚続 錦絵揃物 享和2年（1802年）
- 歌川豊国 『三十六ばん続き役者十二つき 十月 かいあん寺紅葉の図』 大判3枚続 錦絵 文化6年（1809年）
- 歌川豊広 『敵討開運双六』